# اسلاومیر مروژک
اسلاومیر مروژک (به لهستانی: Sławomir Mrożek) (زادهٔ ۲۹ ژوئن ۱۹۳۰، کراکاو در جنوب لهستان – درگذشتهٔ ۱۵ اوت ۲۰۱۳، نیس در فرانسه) نمایشنامه‌نویس و نویسنده لهستانی بود.
آثار وی شامل کاریکاتور، نقد کتاب و نمایش در روزنامه‌ها و داستان کوتاه، رمان و نمایشنامه می‌شود.
مروژک اولین رمانش را در سال ۱۹۵۳ و اولین مجموعهٔ داستان کوتاهش را در سال ۱۹۵۷ با عنوان «فیل» منتشر کرد که بلافاصله به بسیاری از زبان‌های اروپایی ترجمه شد. اولین نمایشنامه‌اش با عنوان «پلیس» هم در ۱۹۵۸ منتشر شد و او با موفقیت نمایشنامه‌هایش کم‌کمک فعالیت اصلی خود را به نمایشنامه‌نویسی اختصاص داد. او و همسرش در سال ۱۹۶۳ به ایتالیا رفتند و تصمیم گرفتند همان‌جا بمانند و به لهستان بازنگردند. در این زمان به‌صورت علنی به نقد حکومت کمونیستی لهستان پرداخت. پنج سال بعد هم به فرانسه رفتند و در ۱۹۷۸ شهروند فرانسه شدند. مروژک در اوت ۱۹۶۸ از پاریس به حمله نیروهای پیمان ورشو به چکسلواکی اعتراض کرد و در ستون خود در روزنامهٔ کولتورا یادداشتی نوشت. پس از آن برای پناهندگی سیاسی در فرانسه درخواست داد. ماریا اوبرمبا، همسر نخست مروژک، در سال ۱۹۶۹ درگذشت. او در سال ۱۹۸۷ با سوزانا اوسوریو- مروژک که مکزیکی بود ازدواج کرد و در سال ۱۹۸۹ در مکزیک ساکن شد. سال ۱۹۹۶ بعد از سال‌ها به لهستان بازگشت و در کراکوف زندگی کرد. دوازده سال بعد در سال ۲۰۰۸ بار دیگر به فرانسه رفت و تا پایان عمر همان‌جا ماند تا سرانجام در ۱۵ اوت ۲۰۱۳ در نیس فرانسه در ۸۳ سالگی درگذشت.
مروژک در آثار خود موضوعات تخیلی را با واقعیت‌های سیاسی و تاریخی ترکیب کرده و نوعی طنز سیاه را پدیدمی‌آورد که در اروپای شرقی طرفداران زیادی دارد.

## آثار

### نمایشنامه
- پلیس (Policja) (۱۹۵۸)
- شهادت پیوتر اوهی (Męczeństwo Piotra Ohey'a) (۱۹۵۹)ترجمه: محمدرضا خاکی.
- کارول (Karol) (۱۹۶۱)
- استریپ تیز (Strip-tease) (۱۹۶۱)
- بر پهنهٔ دریا (Na pełnym morzu) (۱۹۶۱)(ترجمه: داریوش مودبیان - ۱۳۶۲)
- جشن (Zabawa) (۱۹۶۲) (ترجمه:داریوش مودبیان- ۱۳۷۹)
- شب شگفت‌انگیز (Czarowna noc) (۱۹۶۳)
- تانگو (۱۹۶۴) (Tango) (ترجمهٔ احسان نوروزی)
- خانهٔ مرزی (Dom na granicy) (۱۹۶۷)
- واسلاو (Vatzlav) (۱۹۶۸)
- مهاجران (Emigranci) (۱۹۷۴)(ترجمه: داریوش مودبیان -۱۳۷۰)
- قوزقوزی (Garbus) (۱۹۷۵)
- خیاط (۱۹۷۷) (Krawiec) ترجمه: محمدرضا خاکی
- با پای پیاده (۱۹۸۰) (Pieszo)
- سفارتخانه (Ambassador) (۱۹۸۲) (ترجمهٔ داریوش مؤدبیان، ۱۳۶۵)
- قرارداد (۱۹۸۶) (Kontrakt)(ترجمه: داریوش مودبیان-۱۳۷۸)
- پرتره (۱۹۸۷) (Portrait)ترجمه: محمدرضا خاکی.
- بیوه‌ها (۱۹۹۲) (Wdowy)
- عشق در کریمه (۱۹۹۳) (Milość na Krymie)

بسیاری از نمایشنامه‌های او را لوران تزیف کارگردان و بازیگر تئاتر فرانسوی به اجرا درآورده‌است.
تعدادی از نمایشنامه‌های او هم توسط ایرج زهری به فارسی ترجمه شده‌است.

### داستان
- فیل (۱۹۷۲) (Słoń) (ترجمهٔ فخری گلستان، ۱۳۴۶)